# Nokia 1110
Nokia 1110 – tani telefon komórkowy firmy Nokia. Wersja 1110 została wprowadzona na rynek w 2005, a 1110i na początku 2006. Obie wersje przeznaczone są dla użytkowników niemających wcześniej styczności z telefonem komórkowym. Głównym celem producenta były rynki krajów rozwijających się.
Telefon został zastąpiony przez Nokię 1200.

## Funkcje
- mówiący zegar i budzik
- oparta na ikonach książka telefoniczna z uproszczonym menu
- graficzny tryb demonstracyjny
- możliwość wyświetlenia zegara analogowego
- monochromatyczny wyświetlacz
- liczniki czasu i liczby połączeń
- wymienne, kolorowe obudowy
- 3 wbudowane gry (w tym: Snake Xenzia)
- 4-kierunkowy klawisz nawigacji
- dzwonki polifoniczne (format .MP3)